# Institut zur Erforschung der Judenfrage

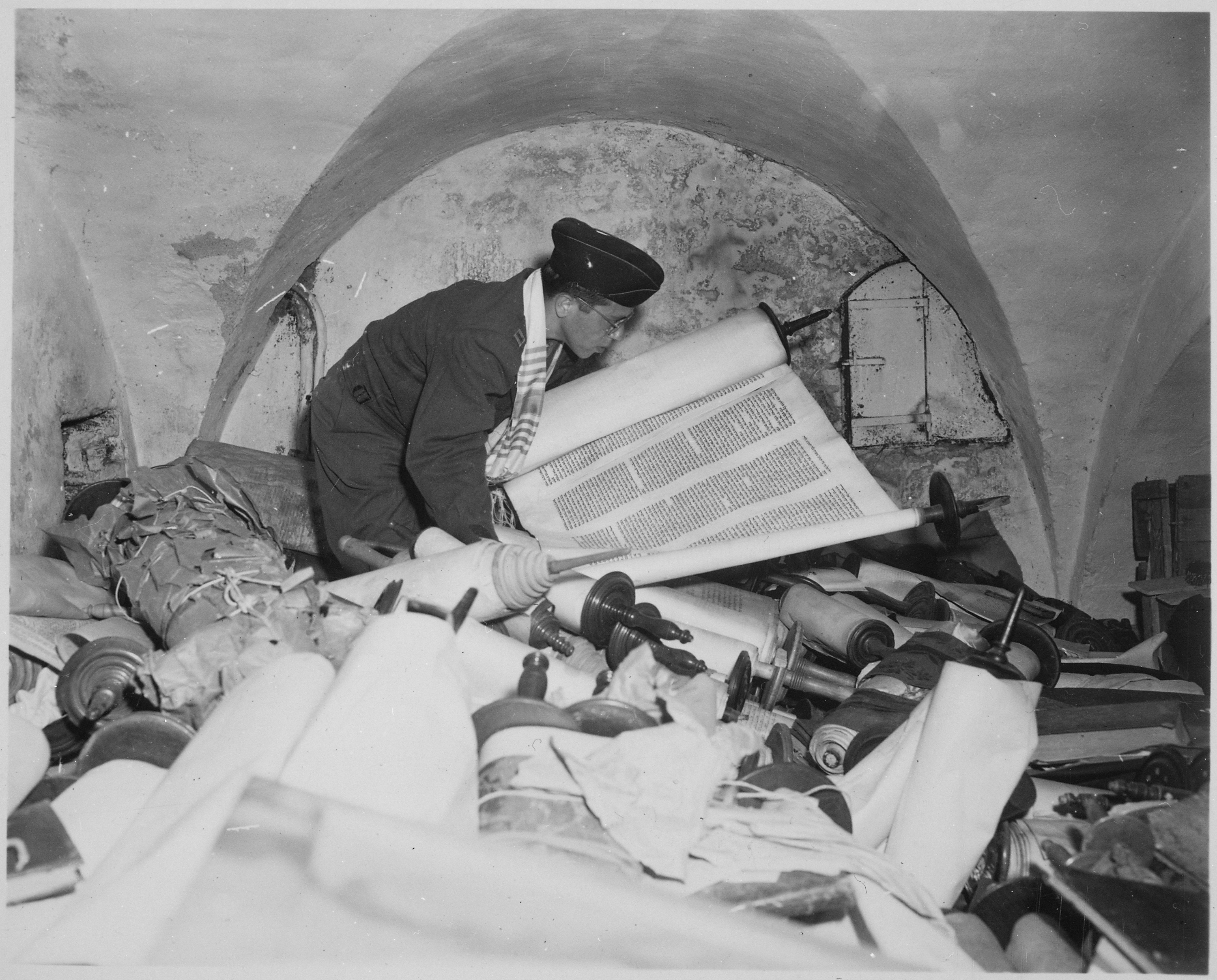
Sichtung von Thora-Rollen im Keller des Instituts, 6. Juli 1945

Das Institut zur Erforschung der Judenfrage war zwischen 1939 und 1945 eine parteipolitische Einrichtung der NSDAP, die 1941 offiziell als die erste Außenstelle der „Hohen Schule“ des Parteiideologen Alfred Rosenberg an der Bockenheimer Landstraße 68/70 in Frankfurt am Main eröffnet wurde. Zweck war die rassenideologisch fundierte „Gegnerforschung“ zur Verwendung in der NS-Propaganda, in Verbindung mit dem nationalsozialistischen Mordprogramm gegen Juden. Leitender Bibliothekar des Instituts war der Priester und Judaist Johannes Pohl. Der als Grundstock für die Bibliothek geplante Bestand der gut 40.000 Bände umfassenden Frankfurter Judaica- und Hebraica-Sammlung konnte letztendlich aufgrund der riesigen Büchermassen, die mithilfe der Rauborganisation „Einsatzstab Reichsleiter Rosenberg“ aus Archiven und Bibliotheken aus den besetzten Gebieten gewaltsam beschlagnahmt und entwendet worden waren, nicht mehr in die Institutsbibliothek überführt werden und verblieb an seinem ursprünglichen Standort, der Frankfurter Stadtbibliothek. Das Institut bewarb die Raub-Bibliothek als „die größte ihrer Art in der Welt“. Um die Bestände vor Schäden durch feindliche Bombenangriffe und Brand zu sichern, wurden diese ab Herbst 1943 nach Hungen verlegt. Im März 1944 brannten die Häuser des Instituts an der Bockenheimer Landstraße oberhalb der Keller infolge eines Bombenangriffs aus.
Trotz weitgehender Zusammenarbeit ist es nicht zu verwechseln mit dem Institut zum Studium der Judenfrage, seit 1934, 1939 umbenannt zu Antisemitische Aktion, ab 1942 Antijüdische Aktion; oder mit dem Institut zur Erforschung und Beseitigung des jüdischen Einflusses auf das deutsche kirchliche Leben, das auf Betreiben Deutscher Christen errichtet wurde.

## Entstehungsprozess

### Ausgründung aus dem Reichsinstitut von Walter Frank
Im August 1938 erhielt Wilhelm Grau, Geschäftsführer der „Forschungsabteilung Judenfrage“ im „Reichsinstitut für Geschichte des neuen Deutschlands“ unter Walter Frank, Besuch von seinem Bekannten Reinhold Lindemann, der 1935 zum Dramaturgen und Pressesprecher der Frankfurter Städtischen Bühnen aufgestiegen war. Lindemann vermerkte anschließend in einem „Bericht an den Herrn Oberbürgermeister über die Errichtung eines Institutes zur Erforschung der Judenfrage in Frankfurt am Main“ an Friedrich Krebs: „Zur Förderung des kulturellen und wissenschaftlichen Ansehens der Goethestadt Frankfurt a.M. scheint sich im Augenblick die günstige Gelegenheit zu bieten, das Schwergewicht der wissenschaftlichen Erforschung der Judenfrage nach Frankfurt a.M. zu legen.“
Rund zwei Monate später folgte ein Schreiben des Parteipädagogen Alfred Baeumler, Leiter der Hauptstelle Wissenschaft im Amt Rosenberg, in dem er Grau bat, „in dieser Angelegenheit der Partei und nicht einer Staatsbehörde die Initiative zum Aufbau eines neuen Judeninstitutes zu überlassen“. Insbesondere weil Oberbürgermeister Krebs dem vom Amt Rosenberg herangetragenen Kurs nicht folgen wollte, geriet Grau zunächst zwischen die Fronten von Krebs und Alfred Rosenberg. Krebs plante, mit Wilhelm Frick das Reichsministerium des Innern auf seine Seite zu ziehen. Das Anfang November 1938 geführte Gespräch zwischen Krebs und Ministerialrat Hans Draeger vom Innenministerium verlief indessen erfolglos. Krebs notierte unter anderem, dass „man der Ansicht sei, es seien genug Stellen in Deutschland vorhanden, die sich mit der Judenfrage befaßten“. Diese Ansicht wurde noch wenige Tage vor den Novemberpogromen vertreten. Wenige Tage später wurden die bürokratischen Richtlinien für die „Lösung der Judenfrage“ festgelegt.
Außerdem wurde versucht, vom „Braunen Haus“ Unterstützung zu bekommen. Grau setzte einen Brief mit der Hoffnung auf, eine neue Grundlage für weitere Verhandlungen mit dem Innenministerium zu erhalten und den Widerstand von Walter Frank abzuwehren. Anfang November 1938 bestätigte sodann Ernst Schulte-Strathaus, Leiter der Kulturabteilung von Rudolf Heß, gegenüber Grau, dass „ein solches Sonderinstitut zur Bearbeitung der Judenfrage in keiner Weise das Institut Frank beeinträchtige“. Am 9. November 1938 teilte auch Krebs in einem Brief an Heß mit, dass es ihm „schon immer am Herzen“ gelegen habe, „die seltene Bücherei … dem geistigen und politischen Kampf des Nationalsozialismus gegen das Judentum zur Verfügung zu stellen“. Krebs schlug die Bezeichnung „Reichsinstitut zur Erforschung des Judentums“ vor. Als Rechtsträger sollte die Stadt Frankfurt fungieren, als Geldgeber „das Reich“. Ferner schlug er als wissenschaftlichen Leiter der Bücherei Wilhelm Grau vor, wobei dieser grundsätzlich dazu bereit wäre, „mit dem Reichsinstitut für Geschichte des neuen Deutschlands zusammenzuarbeiten“. Heß stimmte zu, und Kurt Mayer, Leiter der Reichsstelle für Sippenforschung im Innenministerium, begrüßte die Pläne „warm“.

### Anschluss an die Parteiuniversität von Alfred Rosenberg
Der anhaltende Versuch von Walter Frank, das Innenministerium gegen das Vorhaben von Krebs zu mobilisieren, scheiterte. Heß schickte seinen Brief vom 9. November an Martin Bormann auf den Obersalzberg, der diesen an das Amt Rosenberg weiterleitete. Das geplante Institut fiel in die Hände der Partei: Zwischen dem 26. und 29. November 1938 folgte ein Gespräch von Gotthard Urban, Stabsleiter im Amt Rosenberg, mit Krebs in Frankfurt, nach dem sich Krebs folgende Notizen machte: „1.) Hohe Schule soll geschaffen, Generalstab der Schulung der NSDAP. 2.) Schaffung des Instituts durch die Stadt. 3.) Außeninstitut der HSch? unter rechtlicher und vermögensrechtlicher Selbständigkeit und Verfügungsbefugnis der Stadt über die Bibliothek. 4.) Für Forschung jederzeit zur Verfügung zu stellen. 5.) Geldliche Mittel über Rosenberg. 6.) Grau in den städt. Dienst übernehmen. 7.) Nach Möglichkeit Zusammenlegung der beschlagnahmten jüdischen Büchereien in diesem Institut.“  Anders als Grau, dem die Obhut des Instituts unter dem Kirchenfeind Rosenberg nicht behagte, war Krebs nun zuversichtlich, und er erblickte „eine ungeheure Entwicklungsmöglichkeit für das Institut. Außerdem wird es, wenn es unmittelbar dem Schutz der Partei unterstellt ist, kein Mensch mehr wagen, daran zu rütteln. Die Tätigkeit kann sich also ungehemmt entfalten, ohne daß Herr Frank über das Reichsinnenministerium Schwierigkeiten bereiten kann.“
Walter Frank gab seinen Kampf gegen Krebs noch nicht verloren und schaltete das von Bernhard Rust geleitete Wissenschaftsministerium ein. Dieses schickte am 6. Dezember 1938 seinen Sachbearbeiter Heinrich Harmjanz in Begleitung des  Frankfurter Historikers Walter Platzhoff zu Krebs, um die Vorschläge des Ministeriums vorzutragen. Anstelle von Grau sollte der Orientalist Karl Georg Kuhn eingesetzt werden. Frank wäre unter dieser Bedingung bereit, mit dem Frankfurter Institut zusammenzuarbeiten. Und nur so sei eine Verbindung des Instituts zur Universität Frankfurt möglich. Da das Amt Rosenberg noch keine Bestätigung geschickt hatte, schwankte Krebs zunächst. Weitere Besuche von Urban am 7. Dezember und von August Schirmer, Leiter des Amtes „Juden- und Freimaurerfragen“ in Rosenbergs Dienststelle, am 10. Dezember, verliefen ebenfalls ergebnislos. Am 9. Dezember folgte von Frank – mittlerweile unterrichtet über die Pläne von Rosenberg – eine Strafaktion gegenüber Grau. Er teilte ihm schriftlich mit, dass er ihm den verbliebenen Forschungsauftrag und die restlichen Einkünfte entzogen habe. Gleichzeitig ließ er seine Entlassung als ein Rundschreiben verteilen. In dieser Zwangslage setzte Krebs die städtische Anstellung des nunmehr drängenden Grau, der ein Gerichtsverfahren gegen Frank in Gang setzte, zunächst auf Eis. Die Ankündigung von Urban an Krebs folgte erst am 21. Januar 1939, die Bestätigung von Bormann am 31. Januar. Am 10. Februar 1939 fasste Bormann den Vertrag in einem Brief an Krebs in folgenden fünf Punkten zusammen:
„1.) Die in Frankfurt bestehende Bibliothek an Werken über das Judentum wird mit sofortiger Wirkung der Dienststelle des Reichsleiters Rosenberg angegliedert. Das Eigentumsrecht der Stadt Frankfurt wird dadurch nicht berührt.

2.) Die Stadt Frankfurt stellt ein Haus zur Verfügung, in dem die Sammlung der jüdischen Werke untergebracht werden kann.

3.) Als Leiter der Bücherei ist von der Dienststelle des Reichsleiters Rosenberg Dr. Grau in Aussicht genommen. Dieser wird von Reichsleiter Rosenberg übernommen und gleichzeitig von der Stadt Frankfurt angestellt und besoldet. Mit Rücksicht auf das schwebende Gerichtsverfahren zwischen Prof. Walter Frank und Dr. Grau wird die Stadt zunächst nur einen kurzfristigen Vertrag mit diesem abschließen.

4.) Die laufende Unterhaltung, Ergänzung und Erweiterung der Bücherei wird von der Stadt Frankfurt übernommen.

5.) Die öffentliche Erklärung, daß die Bibliothek ein Teil der Dienststelle des Reichsleiters Rosenberg geworden ist, wird durch diese erfolgen.“
Nachdem Krebs am 15. April 1939 ein Exemplar mit seiner Unterschrift zur Bestätigung nach Berlin zum Amt Rosenberg schickte, folgte am 21. April von Urban die Antwort – inklusive der Unterschrift von Rosenberg. Da ein Sachbearbeiter vom Amt Rosenberg die geplanten Kosten für die Hohe Schule mit den Kosten für das Frankfurter Institut verwechselte, verzögerte sich die noch fehlende Unterschrift von Reichsschatzmeister Franz Xaver Schwarz. Diese folgte am 26. Juni 1939, dem Gründungstag des Instituts.

### Gründungsverträge des Instituts: Haupt- und Zusatzvertrag
Der unterzeichnete Vertrag für das Institut bestand aus zwei Teilen, wobei der Hauptvertrag die „geistig-politischen Vereinbarungen“ enthielt und der Zusatzvertrag „wirtschaftliche oder geschäftsordnungsmäßige Gesichtspunkte“ regelte. Der Hauptvertrag wurde so gefasst:
„Stück 1

(1) Die Stadt vereinigt die Bestände der Judaica- und Hebraica-Sammlung zu einem Bibliotheksinstitut, das sie der Partei zu wissenschaftlichen und politischen Auswertung zur Verfügung stellt.

(2) Das Bibliotheks-Institut ist und bleibt das ausschließliche Eigentum der Stadt. Zur Vervollständigung wird die Partei einschlägige Werke und Sammlungen, soweit sie ihr zur Verfügung stehen oder erreichbar sind, beschaffen und dem Bibliotheksinstitut übermitteln. Diese Werke gehen damit in das Eigentum der Stadt über, desgleichen die Werke, die die Stadt aus eigenen Mitteln oder in sonstiger Weise erwirbt.

(3) Die Partei gibt die bindende Zusage, daß die Bestandteile dieses vorgenannten Bibliotheks-Instituts auch bei einer etwaigen Verlegung der in Stück 2 erwähnten Außen- bzw. Dienststelle nach auswärts weder einzeln noch im ganzen von Frankfurt am Main wegverlegt werden.

(4) Der Leiter des Bibliotheks-Instituts wird in beiderseitigem Einvernehmen bestellt und in den Dienst der Stadt übernommen.

Stück 2

(1) Die Partei errichtet in Frankfurt am Main eine Außenstelle der Hohen Schule, die bis zu deren Gründung als Dienststelle des Amtes Rosenberg geführt wird.

(2) Aufgabe der Außenstelle der Hohen Schule ist die spezielle Forschung über die Grundlagen der Judenfrage und die wissenschaftliche Materialsammlung zum Zwecke des politischen Einsatzes. Die hierfür notwendigen Mitarbeiter stellt die Partei.

(3) Das Bibliotheks-Institut der Stadt wird der Außenstelle der Hohen Schule angegliedert. Der jeweilige Leiter des Bibliotheks-Instituts ist Angehöriger des Mitarbeiterstabes der Partei.“
Da sich die Stadt im Zusatzvertrag verpflichtet hatte, „geeignete, stadteigene oder zu mietende Räume bzw. Gebäude zur Verfügung zu stellen“, sollte bis spätestens zum 1. Juni 1939 ein Gebäude, bestehend aus 59 Räumen auf 1156 m² Fläche, auf der Schwindstraße 1 im Frankfurter Westend für das Institut geräumt werden. Es wurde die erste Adresse der „Außenstelle der Hohen Schule“ sowie der „Judaica- und Hebraica-Bibliothek der Stadt Frankfurt a.M.“, zusammengenommen das „Institut zur Erforschung der Judenfrage Frankfurt a.M.“. In dasselbe Gebäude zog noch im Sommer 1939 die Redaktion der antisemitischen Zeitschrift Welt-Dienst, die Rosenberg 1937 von Ulrich Fleischhauer übernommen hatte. Der Welt-Dienst wurde nun ebenso zu einem „Institut“ erklärt und übernahm im Zusammenspiel mit dem Forschungsinstitut die „Aufklärungsarbeit“ – zuletzt in 16 europäischen Sprachen.

## Offizielle Eröffnungsfeier
Das Institut wurde am 26. März 1941 in Frankfurt eröffnet. In den Vorträgen der dreitägigen Eröffnungsveranstaltungen wurde der „Volkstod“ der Juden als Ziel formuliert. Er sollte durch „Verelendung der europäischen Juden bei Zwangsarbeit in riesigen Lagern in Polen“ erreicht werden. Klaus Schickert formulierte in seinem Beitrag über die Judengesetze in Südosteuropa: „Die Dinge treiben mit einer zunehmenden Geschwindigkeit ihrer Endlösung entgegen.“ Und Alfred Rosenberg sagte in seiner Rede: „Das Wort Richard Wagners: ,Der Jude ist der plastische Dämon des Verfalls der Menschheit’, zeigt über alles Zufällige hinaus die Symbolik der geschichtlichen Lage.“
In der Zeitschrift „Der Weltkampf“ wurden einige Vorträge veröffentlicht:
- Alfred Rosenberg: Nationalsozialismus und Wissenschaft
- Wilhelm Grau: Die geschichtlichen Lösungsversuche der Judenfrage
- Wilhelm Grau: Das Institut zur Erforschung der Judenfrage
- Giselher Wirsing: Die Judenfrage im vorderen Orient
- Klaus Schickert:  Die Judenemanzipation in Südosteuropa und ihr Ende
- Peter-Heinz Seraphim: Bevölkerungs- und wirtschaftspolitische Probleme einer europäischen Gesamtlösung der Judenfrage[22]
- Walter Groß: Die rassenpolitischen Voraussetzungen zur Lösung der Judenfrage
- Alfred Rosenberg: Die Judenfrage als Weltproblem

## „Der Weltkampf“
Die antisemitische Zeitschrift Der Weltkampf. Monatsschrift für Weltpolitik, völkische Kultur und die Judenfrage aller Länder wurde von Rosenberg seit 1924 herausgegeben. Der Verlag hieß Deutscher Volksverlag, Dr. Boepple, München. 1941 wurde eine Zeitschrift mit dem Titel Weltkampf durch den Verlag der Hohen Schule der NSDAP erworben und in den Dienst des „Instituts zur Erforschung der Judenfrage“ gestellt. Das vorher monatlich erscheinende Hetzblatt wurde zur „wissenschaftlichen Vierteljahresschrift“. Schriftleiter war bis Anfang 1943 Peter-Heinz Seraphim, ab dem 1. November 1943 Klaus Schickert. Von April 1941 bis August 1944 erschienen insgesamt zehn Bände, davon zwei als Doppelband. Die erste Ausgabe hatte eine Auflage von 6.000 Exemplaren. Herausgeber war Ernst Graf zu Reventlow, bekannte Autoren waren Johann von Leers und Gregor Schwartz-Bostunitsch.

## Sammelstelle für Raubbücher
Ein „Führererlass“ vom 2. April 1941 wies Rosenberg zur Ausweitung der hiesigen „Fachbibliothek der Judenfrage“, errichtet „nicht nur für Europa, sondern für die Welt“, an. Dem Befehl zufolge sei „das Material, (…) unerwartet viel Material“, welches der Einsatzstab Reichsleiter Rosenberg (ERR) Juden und freikonfessionellen Vereinigungen besiegter europäischer Länder fortwährend raubte, „zu Forschungszwecken“, hinsichtlich einer „weltanschaulichen, politischen und kulturellen Neuordnung Europas nach Kriegsende“ sämtlich der Hohen Schule zuzuleiten.
Insgesamt handelte es sich dabei um über 550.000 Bücher. Davon sind etwa 300.000 in Frankfurt angekommen, aber nur knapp ein Zehntel wurde katalogisiert.
Unter den für das Institut beschlagnahmten Büchern aus jüdischem Besitz befanden sich auch wertvolle Handschriften. Die Herkunft kann der folgenden Tabelle entnommen werden:
| Herkunft der Bücher Stand April 1943                       | Anzahl ca. |
| Bibliothek der Alliance Israélite Universelle, Paris       | 400.000    |
| Ecole Rabbinique, Paris                                    | 10.000     |
| Bibliothek der Fédération de Sociétés des Juifs de France  | 4.000      |
| jüdische Buchhandlung Lipschütz, Paris                     | 20.000     |
| Sammlung Édouard Rothschild                                | 6.000      |
| Sammlung Édouard und Guy Rothschild                        | 3.000      |
| Sammlung Maurice Rothschild                                | 6.000      |
| Sammlung Robert Rothschild                                 | 10.000     |
| Sammlung der Familie Rothschild, Armainvillers             | 3.000      |
| Bibliotheca Rosenthaliana, Amsterdam                       | 20.000     |
| Bibliothek der sephardischen jüdischen Gemeinde, Amsterdam | 25.000     |
| sichergestellte Büchermassen aus den besetzten Ostgebieten | 280.000    |
| Büchersammlungen aus jüdischen Gemeinden in Griechenland   | 100.000    |
| Büchermaterial aus einer Sonderaktion im Rheinland         | 5.000      |
| von diversen Seiten zugeführt                              | 100.000    |

## Entwicklung
Institutsleiter war bis Anfang 1943 Wilhelm Grau. Unter ihm waren 22 Mitarbeiter aus dem Amtsbereich Rosenberg und sechs Angestellte der Stadt Frankfurt im Institut beschäftigt.
Am 26. Januar 1943 forderte Martin Bormann, mit Verweis auf einen Führererlass vom 13. Januar 1943, bis 9. Februar 1944 den Betrieb der „Hohen Schule der NSDAP“ einzustellen.
Der Führererlass V7/43 schränkte die Unabkömmlichstellung weiter ein. Am 20. Februar 1943 erklärte sich Rosenberg bereit, den Betrieb der Außenstellen auf Professoren, die keine UK-Stellung brauchten, zu beschränken, und ernannte Klaus Schickert zum kommissarischen Institutsleiter; Schickert übernahm außerdem von Peter-Heinz Seraphim die Schriftleitung des Organs Der Weltkampf.
Am 22. März 1944 soll es infolge eines Luftangriffes im Gebäude der Hohen Schule in Frankfurt einen Brand gegeben haben.
Geplant war ein Neubau nach Plänen von Hermann Giesler in Schützing, Prien am Chiemsee, wohin auch ein Teil des Raubgutes des Einsatzstabes Reichsleiter Rosenberg gebracht wurde.
Ende 1941 wurde in Litzmannstadt (poln. Łódź), Reichsgau Wartheland, eine Nebenstelle des Instituts gegründet, „zur speziellen Erforschung der Ostjudenfrage“ und mit Blick auf das Ghetto Litzmannstadt im nördlichen Stadtzentrum. In der Lokalpresse wurden die Leser aufgefordert, alle Arten von „judenkundlichem Material“ an das Institut zu senden. Über eine praktische Tätigkeit der Nebenstelle ist nichts Näheres bekannt.